# Équipe des Maldives féminine de football
Cet article traite de l'équipe féminine. Pour l'équipe masculine, voir Équipe des Maldives de football.
Maillots
L'équipe des Maldives féminine de football est l'équipe nationale qui représente les Maldives dans les compétitions internationales de football féminin. Elle est gérée par la Fédération des Maldives de football.
Les Maldiviennes n'ont jamais disputé de phase finale de compétition majeure, que ce soit la Coupe d'Asie, la Coupe du monde ou les Jeux olympiques.

## Classement FIFA
| Année              | 2004 | 2005 | 2006 | 2007 | 2008 | 2009 | 2010 | 2011 | 2012 | 2013 | 2014 | 2015 | 2016 | 2017 | 2018 | 2019 | 2020 | 2021 | 2022 | 2023 | 2024 |
| ------------------ | ---- | ---- | ---- | ---- | ---- | ---- | ---- | ---- | ---- | ---- | ---- | ---- | ---- | ---- | ---- | ---- | ---- | ---- | ---- | ---- | ---- |
| Classement mondial | 100  | 110  | 119  | 116  | 117  | 91   | 121  | 124  | 118  | 103  | 120  | 129  | 116  | 103  | 132  | 138  | 128  | 152  | 159  | 162  | 163  |

## Palmarès
Le palmarès des Maldives est vierge.

### Parcours enCoupe du monde
- 1991 à 2003 : Équipe inexistante
- 2007 : Tour préliminaire
- 2011 : Tour préliminaire
- 2015 : Non inscrit
- 2019 : Non inscrit
- 2023 : Tour préliminaire
- 2027 : Tour préliminaire
- 2031 : À venir
- 2035 : À venir

### Parcours enCoupe d'Asie
- 1975 à 2003 : Équipe inexistante
- 2006 : Tour préliminaire
- 2008 : Non inscrit
- 2010 : Tour préliminaire
- 2014 : Non inscrit
- 2018 : Non inscrit
- 2022 : Tour préliminaire
- 2026 : Tour préliminaire
- 2029 : À venir

### Parcours enChampionnat d'Asie du Sud
- 2010 : 1er tour
- 2012 : 1er tour
- 2014 : 1er tour
- 2016 : Demi-finaliste
- 2019 : 1er tour
- 2022 : 1er tour
- 2024 : 1er tour

### Parcours aux Jeux d'Asie du Sud
- 2010 : non inscrit
- 2016 : 4e

## Matchs féminin des Maldives par adversaire
Voici le tableau récapitulatif des matchs des Maldives répertorié par la FIFA.
| Date              | Lieu                      | Locaux   | Résultat | Visiteur            |
| ----------------- | ------------------------- | -------- | -------- | ------------------- |
| 1er octobre 2004  | Hô Chi Minh-Ville Vietnam | Maldives | 0-17     | Birmanie            |
| 4 octobre 2004    | Hô Chi Minh-Ville Vietnam | Maldives | 0-14     | Vietnam             |
| 13 juin 2005      | Hanoï Vietnam             | Maldives | 0-6      | Ouzbékistan         |
| 17 juin 2005      | Hanoï Vietnam             | Maldives | 0-4      | Hong Kong           |
| 19 février 2007   | Bangkok Thaïlande         | Maldives | 0-6      | Singapour           |
| 21 février 2007   | Bangkok Thaïlande         | Maldives | 0-5      | Vietnam             |
| 23 février 2007   | Bangkok Thaïlande         | Maldives | 0-9      | Thaïlande           |
| 22 avril 2007     | Malé Maldives             | Maldives | 0-7      | Bahreïn             |
| 25 avril 2007     | Malé Maldives             | Maldives | 1-1      | Bahreïn             |
| 25 avril 2009     | Kuala Lumpur Malaisie     | Maldives | 0-4      | Palestine           |
| 27 avril 2009     | Kuala Lumpur Malaisie     | Maldives | 0-5      | Ouzbékistan         |
| 29 avril 2009     | Kuala Lumpur Malaisie     | Maldives | 0-9      | Jordanie            |
| 3 mai 2009        | Kuala Lumpur Malaisie     | Maldives | 0-2      | Kirghizistan        |
| 5 novembre 2010   | Kalutara Sri Lanka        | Maldives | 0-2      | Sri Lanka           |
| 7 novembre 2010   | Baddagana Sri Lanka       | Maldives | 0-3      | Sri Lanka           |
| 12 décembre 2010  | Cox's Bazar Bangladesh    | Maldives | 0-6      | Népal               |
| 14 décembre 2010  | Cox's Bazar Bangladesh    | Maldives | 1-2      | Pakistan            |
| 18 décembre 2010  | Cox's Bazar Bangladesh    | Maldives | 2-2      | Afghanistan         |
| 31 mars 2012      | Doha Qatar                | Maldives | 1-4      | Qatar               |
| 8 septembre 2012  | Colombo Sri Lanka         | Maldives | 1-1      | Afghanistan         |
| 10 septembre 2012 | Colombo Sri Lanka         | Maldives | 0-5      | Népal               |
| 12 septembre 2012 | Colombo Sri Lanka         | Maldives | 0-3      | Pakistan            |
| 24 novembre 2012  | Koweït Koweït             | Maldives | 1-1      | Koweït              |
| 27 novembre 2012  | Koweït Koweït             | Maldives | 3-1      | Koweït              |
| 25 juin 2013      | Malé Maldives             | Maldives | 1-0      | Qatar               |
| 27 juin 2013      | Malé Maldives             | Maldives | 3-0      | Qatar               |
| 14 septembre 2014 | Incheon Corée du Sud      | Maldives | 0-15     | Inde                |
| 17 septembre 2014 | Incheon Corée du Sud      | Maldives | 0-10     | Thaïlande           |
| 21 septembre 2014 | Incheon Corée du Sud      | Maldives | 0-13     | Corée du Sud        |
| 13 novembre 2014  | Islamabad Pakistan        | Maldives | 0-8      | Inde                |
| 15 novembre 2014  | Islamabad Pakistan        | Maldives | 1-0      | Afghanistan         |
| 17 novembre 2014  | Islamabad Pakistan        | Maldives | 1-3      | Bangladesh          |
| 31 juillet 2015   | Saint-André La Réunion    | Maldives | 1-1(3-4) | Mayotte             |
| 2 août 2015       | La Réunion                | Maldives | 1-4      | Seychelles          |
| 2 janvier 2016    | Hamad Town Bahreïn        | Maldives | 0-4      | Bahreïn             |
| 28 janvier 2016   | Hamad Town Bahreïn        | Maldives | 0-1      | Bahreïn             |
| 5 février 2016    | Shillong Inde             | Maldives | 0-0      | Inde                |
| 7 février 2016    | Shillong Inde             | Maldives | 0-2      | Népal               |
| 9 février 2016    | Shillong Inde             | Maldives | 0-2      | Bangladesh          |
| 11 février 2016   | Shillong Inde             | Maldives | 2-1      | Sri Lanka           |
| 3 mars 2016       | Dubaï Émirats arabes unis | Maldives | 1-2      | Émirats arabes unis |
| 6 mars 2016       | Dubaï Émirats arabes unis | Maldives | 0-1      | Émirats arabes unis |
| 18 décembre 2016  | Dubaï Émirats arabes unis | Maldives | 1-0      | Émirats arabes unis |
| 21 décembre 2016  | Dubaï Émirats arabes unis | Maldives | 0-1      | Émirats arabes unis |
| 26 décembre 2016  | siliguri Inde             | Maldives | 5-2      | Sri Lanka           |
| 28 décembre 2016  | siliguri Inde             | Maldives | 0-9      | Népal               |
| 30 décembre 2016  | siliguri Inde             | Maldives | 3-1      | Bhoutan             |
| 2 janvier 2017    | siliguri Inde             | Maldives | 0-6      | Bangladesh          |
| 21 janvier 2017   | Madinat 'Isa Bahreïn      | Maldives | 1-5      | Bahreïn             |
| 24 janvier 2017   | siliguri Bahreïn          | Maldives | 1-3      | Bahreïn             |
| 5 mars 2018       | Singapour                 | Maldives | 0-2      | Singapour           |
| 16 août 2018      | Palembang Indonésie       | Maldives | 0-6      | Indonésie           |
| 19 août 2018      | Palembang Indonésie       | Maldives | 0-8      | Corée du Sud        |
| 21 août 2018      | Palembang Indonésie       | Maldives | 0-7      | Taipei chinois      |
| 8 novembre 2018   | Al-Ram Palestine          | Maldives | 0-6      | Jordanie            |
| 11 novembre 2018  | Al-Ram Palestine          | Maldives | 1-3      | Indonésie           |
| 13 novembre 2018  | Al-Ram Palestine          | Maldives | 1-2      | Palestine           |
| 23 novembre 2018  | Singapour                 | Maldives | 0-1      | Singapour           |
| 25 novembre 2018  | Singapour                 | Maldives | 0-0(2-1) | Indonésie           |
| 3 décembre 2018   | Bahreïn                   | Maldives | 0-7      | Bahreïn             |
| 5 décembre 2018   | Bahreïn                   | Maldives | 0-4      | Bahreïn             |
| 9 décembre 2018   | Bahreïn                   | Maldives | 0-4      | Bahreïn             |
| mars 2019         | Émirats arabes unis       | Maldives | 0-2      | Émirats arabes unis |
| mars 2019         | Émirats arabes unis       | Maldives | 1-1      | Émirats arabes unis |
| 13 mars 2019      | Biratnagar Népal          | Maldives | 0-6      | Inde                |
| 15 mars 2019      | Biratnagar Népal          | Maldives | 0-2      | Sri Lanka           |
| 25 novembre 2019  | Émirats arabes unis       | Maldives | 0-0      | Émirats arabes unis |
| 3 décembre 2019   | Pokhara Népal             | Maldives | 0-5      | Inde                |
| 5 décembre 2019   | Pokhara Népal             | Maldives | 0-3      | Népal               |
| 7 décembre 2019   | Pokhara Népal             | Maldives | 2-1      | Sri Lanka           |
| 23 septembre 2021 | Douchanbé Tadjikistan     | Maldives | 0-16     | Vietnam             |
| 26 septembre 2021 | Douchanbé Tadjikistan     | Maldives | 0-4      | Tadjikistan         |
| 15 février 2022   | Malé Maldives             | Maldives | 1-0      | Seychelles          |
| 18 février 2022   | Malé Maldives             | Maldives | 0-4      | Seychelles          |
| 24 février 2022   | Malé Maldives             | Maldives | 0-2      | Arabie saoudite     |
| 7 septembre 2022  | Katmandou Népal           | Maldives | 0-3      | Bangladesh          |
| 10 septembre 2022 | Katmandou Népal           | Maldives | 0-9      | Inde                |
| 13 septembre 2022 | Katmandou Népal           | Maldives | 0-7      | Pakistan            |
| 18 octobre 2024   | Katmandou Népal           | Maldives | 0-1      | Sri Lanka           |
| 21 octobre 2024   | Katmandou Népal           | Maldives | 0-11     | Népal               |
| 24 octobre 2024   | Katmandou Népal           | Maldives | 0-13     | Bhoutan             |
| 30 décembre 2024  | Bangalore Inde            | Maldives | 0-14     | Inde                |
| 2 janvier 2025    | Bangalore Inde            | Maldives | 1-11     | Inde                |
| 29 juin 2025      | Việt Trì Vietnam          | Maldives | 0-7      | Vietnam             |
| 2 juillet 2025    | Việt Trì Vietnam          | Maldives | 0-3      | Guam                |
| 5 juillet 2025    | Việt Trì Vietnam          | Maldives | 0-5      | Émirats arabes unis |

### Nations rencontrées
| Adversaire          | Joués | Victoires | Matchs nuls | Défaites | Buts pour | Buts contre |
| ------------------- | ----- | --------- | ----------- | -------- | --------- | ----------- |
| Afghanistan         | 3     | 1         | 2           | 0        | 4         | 3           |
| Arabie saoudite     | 1     | 0         | 0           | 1        | 0         | 2           |
| Bahreïn             | 9     | 0         | 1           | 8        | 3         | 36          |
| Bangladesh          | 4     | 0         | 0           | 4        | 1         | 14          |
| Bhoutan             | 2     | 1         | 0           | 1        | 3         | 14          |
| Birmanie            | 1     | 0         | 0           | 1        | 0         | 17          |
| Corée du Sud        | 2     | 0         | 0           | 2        | 0         | 21          |
| Émirats arabes unis | 8     | 1         | 2           | 5        | 3         | 12          |
| Guam                | 1     | 0         | 0           | 1        | 0         | 3           |
| Hong Kong           | 1     | 0         | 0           | 1        | 0         | 4           |
| Inde                | 8     | 0         | 1           | 7        | 1         | 68          |
| Indonésie           | 3     | 0         | 1           | 2        | 1         | 9           |
| Jordanie            | 3     | 0         | 0           | 3        | 1         | 17          |
| Koweït              | 2     | 1         | 1           | 0        | 4         | 2           |
| Kirghizistan        | 1     | 0         | 0           | 1        | 0         | 2           |
| Mayotte             | 1     | 0         | 1           | 0        | 1         | 1           |
| Népal               | 6     | 0         | 0           | 6        | 0         | 36          |
| Ouzbékistan         | 2     | 0         | 0           | 2        | 0         | 11          |
| Pakistan            | 3     | 0         | 0           | 3        | 1         | 12          |
| Palestine           | 2     | 0         | 0           | 2        | 1         | 6           |
| Qatar               | 3     | 2         | 0           | 1        | 5         | 4           |
| Seychelles          | 3     | 1         | 0           | 2        | 2         | 8           |
| Singapour           | 3     | 0         | 0           | 3        | 0         | 9           |
| Sri Lanka           | 7     | 3         | 0           | 4        | 9         | 12          |
| Tadjikistan         | 1     | 0         | 0           | 1        | 0         | 4           |
| Taipei chinois      | 1     | 0         | 0           | 1        | 0         | 7           |
| Thaïlande           | 2     | 0         | 0           | 2        | 0         | 19          |
| Vietnam             | 4     | 0         | 0           | 4        | 0         | 42          |

### Bilan
| Rang | Équipe   | Pts | J  | G  | N | P  | Bp | Bc  | Diff |
| ---- | -------- | --- | -- | -- | - | -- | -- | --- | ---- |
| #    | Maldives | 39  | 87 | 10 | 9 | 68 | 40 | 395 | -355 |

### Les 9 meilleures buteuses
| Rang | Joueur            | Buts |
| ---- | ----------------- | ---- |
| 1    | Fadhuwa Zahir     | 5    |
| 2    | Fathimath Shaliya | 3    |
| 3    | Mariyam Mirufath  | 2    |
| 4    | Aishath Sama      | 1    |
| 4    | Aishath Fazia     | 1    |
| 4    | Aishath Makin     | 1    |
| 4    | Fathimath Afza    | 1    |
| 4    | Aminath Shiyana   | 1    |
| 4    | Mariyam Rifa      | 1    |

## Entraîneurs de l'équipe des Maldives
| Name           | Années    | Matchs | Victoires | Nuls | Défaites | % de victoire |
| -------------- | --------- | ------ | --------- | ---- | -------- | ------------- |
| ?              | 2004      | 2      | 0         | 0    | 2        | 0             |
| ?              | 2005      | 2      | 0         | 0    | 2        | 0             |
| ?              | 2007      | 5      | 0         | 1    | 4        | 0             |
| ?              | 2009      | 4      | 0         | 0    | 4        | 0             |
| ?              | 2010      | 5      | 0         | 1    | 4        | 0             |
| Ahmed Niyaz    | 2012-2013 | 8      | 2         | 2    | 4        | 27,5          |
| Naoko Kawamoto | 2014-2016 | 17     | 4         | 1    | 12       | 23,52         |
| Mohamed Athif  | 2018      | 12     | 0         | 1    | 11       | 0             |
| Ahmed Nashid   | 2019      | 8      | 1         | 2    | 5        | 12,5          |
| Mohamed Nizam  | 2024-2025 | ?      | ?         | ?    | ?        | ?             |
| Mohamed Athif  | 2025-     | ?      | ?         | ?    | ?        | ?             |
| Totals         | Totals    | 87     | 10        | 9    | 68       | 11,49         |